# Blood, Sweat & Tears (Ava Max)
Blood, Sweat & Tears è un singolo promozionale della cantante statunitense Ava Max, pubblicato il 31 luglio 2019 su etichetta discografica Atlantic Records insieme a Freaking Me Out.

## Tracce
Download digitale
1. Blood, Sweat & Tears – 3:13